# Ocotea longifolia
Ocotea longifolia är en lagerväxtart som beskrevs av Carl Sigismund Kunth. Ocotea longifolia ingår i släktet Ocotea och familjen lagerväxter. Inga underarter finns listade i Catalogue of Life.